# Caterina de Berain
Caterina De Berain (gal·lès: Catrin o Ferain) (1540 o 1541; 27 d'agost de 1591), sovint anomenada Mam Cymru ("la mare de Gal·les"), fou una noble gal·lesa, coneguda pels seus quatre matrimonis i la seva extensa xarxa de descendents i relacions.

## Biografia
També és coneguda com a Katheryn Tudor, filla de Tudor ap Robert Vychan i Jane Velville. El seu avi matern fou Roland de Velville (1474 – 1535), qui es creu que fou un fill natural d'Enric VII d'Anglaterra amb una dama bretona.

### John Salusbury
A l'edat de 22, Katheryn es va casar amb John Salusbury, Esquire, fill de Sir John Salusbury de Llewenni (mort 1578), de la prestigiosa família Salusbury a Denbighshire. Segons John Ballinger, fou probablement un "matrimoni infantil". Salusbury moriria el 1566, havent estat casats nou anys i tingut dos fills:
- Thomas Salusbury
- John Salusbury.

### Sir Richard Clough
Després de la mort del seu primer marit, es va casar amb Richard Clough, un ric mercader londinenc, responsable d'establir el Royal Exchange a Londres, juntament amb el seu soci Thomas Gresham.
Katheryn va tenir dues filles amb Clough:
- Anne Clough (1568), que es casaria amb Roger Salusbury, un germà de John Salusbury.[3]
- Mary Clough (1569). es va casar amb William Wynn, un parent de Maurice Wynn.

Van viure un temps a Antwerp, on probablement es va pintar el retrat atribuït a Van Cronenburgh conservat al Museu Nacional de Cardiff. Richard Clough va morir a l'edat de quaranta anys mentre era a Hamburg, possiblement enverinat degut a la seva feina com a espia per Reina Elisabet I d'Anglaterra.

### Maurice Wynn
Caterina es va casar llavors amb Maurice Wynn, un xèrif de Caernarvonshire que va deixar-li una fortuna en morir. Amb ell va tenir dos fills:
- Henry Wynn, qui es casaria amb Blanche Vaughan.
- Jane Wynn, que es va casar amb Simon Thelwall.

### Edward Thelwall
El seu quart i darrer marit fou Eduard Thelwall de Plas-y-Ward, el qual li va sobreviure.
El poeta gal·lès Robert Parry va escriure una elegia en l'ocasió de la mort de Caterina. Entre els seus molts descendents s'inclouen Hester Thrale i l'explorador del segle xviii John Salusbury.